# Дом Демидова в Гороховском переулке
Дом (усадьба, дворец) Демидова — яркий памятник московского классицизма, построенный в 1789—1791 гг. по проекту М. Ф. Казакова на востоке Москвы, в Басманном районе. С XIX века внутри находится Московский государственный университет геодезии и картографии, музей которого открыт для посещения. Один из немногих дворцов московской аристократии XVIII века, внутренняя отделка которого сохранилась в относительно первозданном виде.
Расположен по Гороховскому переулку (дом 4, корпус 6), там, где переулок под косым углом подходит к Старой Басманной улице, огибая открытый участок, принадлежащий церкви Никиты Мученика

## История
В самом начале Гороховского переулка стоит огромный демидовский дворец с торжественной колоннадой. Дом № 4 возведён в 1789—1791 гг. по проекту М. Ф. Казакова для отставного бригадира Ивана Ивановича Демидова.

### Предыстория
Основная территория крупного владения сложилось во второй половине XVIII века. Первым Демидовым в этих владениях был отец И. И. Демидова, богатый заводчик Иван Никитич Демидов, который приобрёл усадьбу в 70-х гг. XVIII в. у секунд-майора лейб-гвардии Семеновского полка А. Г. Гурьева. В то время усадьба представляла собой небольшие каменные палаты с одноэтажным строением по линии переулка, за которыми располагался парк с прудами
Иван Никитич Демидов, став хозяином усадьбы, увеличил её границы в западной части. На территории владения при нём появился ряд жилых и хозяйственных построек, регулярный и пейзажный парки, сад с оранжереями, теплицами и даже специальным «ананасником». В конце 1780-х гг при жизни Ивана Никитича усадьба, вместе с заводами, перешла к его сыну — младшему представителю известной фамилии уральских горнозаводчиков Ивану Ивановичу Демидову.

### Строитель дома
О хозяине усадьбы Иване Ивановиче Демидове известно, что начал он свою службу в 1763 год в Киевском кирасирском полку, а ушёл в отставку в 1783 год в чине бригадира. В 1798 год был пожалован из бригадиров в чин действительного статского советника. Принимал участие в войне 1812 г., «за преданность и любовь к Царю и Отечеству, наипаче же ныне изъяснившее беспримерную ревность щедрым пожертвованием не токмо имуществ, но и самой крови и жизни своей», пожалован бронзовой медалью на владимирской ленте. Став владельцем усадьбы, Иван Иванович Демидов не захотел быть продолжателем семейного дела и уже в 1789 году продал демидовские заводы, чтобы выстроить на вырученные деньги в отцовской усадьбе роскошную резиденцию.
Новый дом возводился в 1789-91 гг. по проекту знаменитого архитектора Матвея Федоровича Казакова, создавшего один из своих шедевров — стройную и торжественную классическую фронтальную композицию существующего ансамбля: главный дом, два флигеля, симметрично поставленные по линии Гороховского переулка, и каменная ограда, соединяющая главный дом и флигеля. За главным домом и западным флигелем располагался небольшой парадный двор. Был перепланирован и старый парк: в его дальней части на основе старых прудов были устроены два новых: один из них был небольшой и продолговатый, другой — большой, прямоугольной формы с островком посередине.
От Ивана Ивановича Демидова дом перешёл к его сыну Николаю. Совсем уже порвавший с предпринимательством — он стал военным, и при императоре Николае I получил чин генерала от инфантерии. После его смерти в 1833 году усадьба была выставлена на продажу, о чем сообщала газета «Московские ведомости»:

«Продается старинный, негорелой, каменный трехэтажный дом, вновь роскошною рукою отделанный со всею полною принадлежностию, все каменное, железом крытое, обширный итальянский и английский сады с фруктовыми деревьями, 4 оранжереи и грунтовый с итальянскими вишнями сарай, все каменное же, в саду пруды, острова, беседки, всяких цветов в большом количестве, кадочных и фруктовых деревьев 2100 и кроме сего до 57 деревьев померанцов, лимонов и апельсинов, состоящий в старой Басманной, против церкви Великомученика Никиты, под № 393; видеть можно каждый день утром от 9 до 2 часов пополудни» 

### Последующие владельцы
Новым владельцем усадьбы Демидовых стал богач-раскольник И. А. Быков, отличавшийся скупостью и прославившийся в летописях московского быта человеком весьма оригинальным. Его чудачество заключалась в том, что выкупив владение Демидова, он запер дворец, а сам перебрался в каморку привратника у въездных ворот. Жил купец совершенным затворником.
Как рассказывал Д. А. Покровский, так Быков прожил много лет:
"...совершенным затворником, выходя на свет божий только для прогулки в лавочку да для того, чтобы собственноручно подмести двор и обширный роскошный сад своего демидовского дворца. И только раз в году, в светлое воскресение после обедни, устраивал он сам себе редкое угощенье: брал ключ, отпирал парадные двери, поднимался по мраморной лестнице, молча обходил анфилады роскошных, богато убранных зал и, кончив обход, запирал их снова до будущего года".
После его смерти дворец перешёл к его сыну, а от него некоему «тифлисскому гражданину» Г. С. Тамамшеву.
В 1858 году демидовской усадьбой уже владел купец М. А. Степанов, который и продал всю территорию с главным домом за 100 тысяч рублей Межевому ведомству для школы межевых топографов.
В 1867 году в бывшем демидовском дворце разместился Константиновский Межевой институт, переехавший из дворца князя Куракина на Старой Басманной. Институт пользовался большой известностью в России, так как, например, именно там впервые был сделан подробный нивелирный план Москвы.
А сейчас в здании находится наследник Межевого института — Московский государственный университет геодезии и картографии, созданный в 1930 году на базе его геодезического факультета. При институте в его здании в 2016 году был открыт Культурно-исторический центр «Музей С.Т. Аксакова» (С.Т. Аксаков с 1835 по 1839 год был директором Межевого института).

## Планировка и архитектура

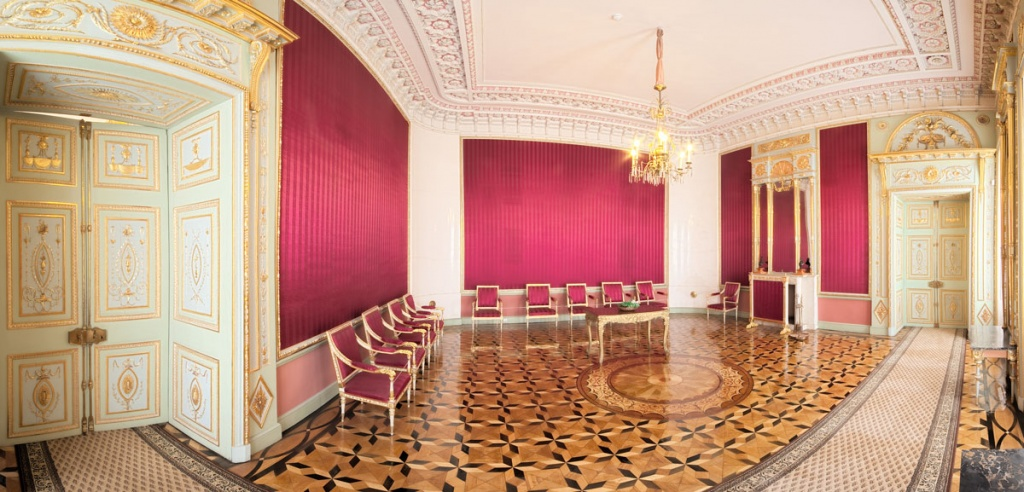
«Золотые комнаты»

Усадьба Демидова состоит из главного трёхэтажного корпуса и двух расположенных по его сторонам небольших служебных флигелей. Центр главного корпуса подчёркнут шестиколонным коринфским портиком, выступающим на фоне гладких массивов стен.
Вся усадьба Демидовых, и в частности главный дом, являются типичными для застройки Москвы последней четверти XVIII в. и позволяют представить, как выглядели парадные залы и жилые комнаты богатых москвичей того времени. В нижнем этаже находились главным образом хозяйственные помещения и «людские покои». Почти все помещения этого этажа были со сводами и отделаны предельно просто. Помещения верхнего, третьего этажа, использовали для повседневных целей: личные комнаты на случай приезда гостей и комнаты, где размещалась господская прислуга. А вот второй этаж занимал Большой парадный зал, от которого начиналась анфилада парадных комнат, где проводились торжественные приёмы и званные обеды. Парадные комнаты зажиточных москвичей того времени были призваны показать богатство, достоинство и звание именитого дворянина.
Парадные комнаты демидовского дома носят название «золотых», поскольку их карнизы, мебель, камины, двери украшены искусно выполненной, тончайшей деревянной резьбой, покрытой тонким слоем сусального золота по собственным рисункам Казакова. Они поистине отличались дворцовой пышностью.
Несмотря на то, что дом Демидова несколько раз перестраивался и снаружи и внутри, архитектура здания сохранилась почти без изменений. Лишь исчезла балюстрада, завершающая фасад, да превращена в вестибюль арка в его центре, которая вела с улицы к прудам и оранжереям.
Золотые комнаты и многие другие из великолепных залов (Голубая, Малиновая, Изумрудная гостиные) отреставрированы и доступны для осмотра.